# Бехзад Мазахері
Бехзад Мазахері (Behzad Mazaheri) — іранський державний діяч та дипломат. Надзвичайний і Повноважний Посол Ісламської Республіки Іран в Україні. Заступник міністра доріг та транспорту, президент організації цивільної авіації Ірану.

## Біографія
У 1973 році закінчив Ісфаханську технічну школу, У 1978 році Університет в Бомонті (США), інженер-будівельник.
У 1980–1988 рр. — працював інженером-будівельником будівель і споруд.
У 1988–1992 рр. — радник Міністра закордонних справ Ірану.
З 24 квітня 1992 по 1998 рр. — Надзвичайний і Повноважний Посол Ісламської Республіки Іран в Києві та за сумісництвом в Білорусі.
З 1998 року заступник міністра доріг та транспорту, президент організації цивільної авіації Ірану.
14.02.2002 — У зв'язку з катастрофою літака Ту-154 подав у відставку з посади глави Організації цивільної авіації Ірану (ОЦАІ). Лайнер, що виконував рейс № 954 Тегеран - Хорремабад, розбився 12 лютого у провінції Лорестан на південному заході Ірану. Всі 117 осіб, які знаходилися на його борту, - 12 членів екіпажу і 105 пасажирів, - загинули.